# Faran Tahir
Faran Haroon Tahir (Los Angeles, 1963. február 16. –) amerikai–pakisztáni színész.
Legismertebb alakítása Robau kapitány a Star Trek című filmben. A Vasember című filmben is szerepelt.

## Fiatalkora
1963. február 16-án született Los Angelesben, szülei Naeem Tahir, veterán színész és elismert író és Yasmeen Tahir.
Üzleti gazdaságtant tanult a Kaliforniai Egyetemeb, mielőtt átment az előadóművészetre, és színházi diplomát szerzett. Később MFA diplomát szerzett a Harvard Egyetemen.

## Pályafutása
2005-ben a Bosszúálló ragadozó című filmben szerepelt. 2008-ban A Vasember című filmben szerepelt.  2009-ben szerepelt a Star Trek című filmben. 2010 és 2013 között a 13-as raktár című sorozatban szerepelt. 2011-ben az Odaát című sorozatban szerepelt. 2012 és 2013 között a Dallas című sorozatban szerepelt. 2013-ban az Elysium – Zárt világ című filmben szerepelt. 2015-ben a Supergirl című sorozatban szerepelt. 2016-ban a Hawaii Five-0 című sorozatban szerepelt. 2016 és 2017 között az Egyszer volt, hol nem volt című sorozatban szerepelt.

## Filmográfia

### Filmek
| Év   | Magyar cím              | Eredeti cím          | Szerep                | Magyar hang         |
| ---- | ----------------------- | -------------------- | --------------------- | ------------------- |
| 1994 | Maugli, a dzsungel fia  | The Jungle Book      | Nathoo                | Gyabronka József    |
| 1997 | Mint-a-kép              | Picture Perfect      | Sajit                 |                     |
| 1998 | Drágább a gyöngyöknél   | A Price Above Rubies | Hrundi Kapoor         |                     |
| 1998 | Mindenütt jó            | Anywhere But Here    | Hisham Badir          |                     |
| 1998 |                         | ABCD                 | Raj                   |                     |
| 2007 | Charlie Wilson háborúja | Charlie Wilson's War | Rashid dandártábornok | Kajtár Róbert       |
| 2008 | A Vasember              | Iron Man             | Raza                  | Barabás Kiss Zoltán |
| 209  | Star Trek               | Star Trek            | Robau kapitány        | Epres Attila        |
| 2010 |                         | Ashes                | Kartik                |                     |
| 2013 | Elysium – Zárt világ    | Elysium              | Patel elnök           | Kardos Róbert       |
| 2013 | Mr. Jones               | Mr. Jones            | Hrishi Assaf          | Szkárosi Márk       |
| 2013 | Szupercella             | Escape Plan          | Javed Afridi          | Haás Vander Péter   |
| 2013 |                         | Torn                 | Ali Munsif            |                     |
| 2014 |                         | Jinn                 | Ali                   |                     |
| 2015 |                         | Flight World War II  | William Strong        |                     |
| 2016 |                         | Honeyglue            | Dr. Konig             |                     |
| 2018 |                         | Mad Genius           | Eden                  |                     |
| 2019 |                         | Boris and the Bomb   | Sammi                 |                     |
| 2020 |                         | I Am Fear            | Asad                  |                     |
| 2020 |                         | I'll Meet You There  | Majeed                |                     |
| 2021 |                         | Lamya's Poem         | Baha Walad (hang)     |                     |
| 2021 |                         | Injustice            | Ra's al Ghul (hang)   |                     |
| 2023 | Puccs                   | Mad Genius           | Eden                  | Szakács Tibor       |

### Televíziós szerepek
| Év         | Magyar cím                           | Eredeti cím                 | Szerep                                          | Megjegyzések                        |
| ---------- | ------------------------------------ | --------------------------- | ----------------------------------------------- | ----------------------------------- |
| 1989       |                                      | Midnight Caller             | Desk Clerk                                      | 1 epizód                            |
| 1993       | Esküdt ellenségek                    | Law & Order                 | Mr. Khan                                        | 1 epizód                            |
| 1994       |                                      | New York Undercover         | Dr. Venegas                                     | 1 epizód                            |
| 1995       |                                      | New York News               | Neilson                                         | 1 epizód                            |
| 1997       | Ötösfogat                            | Party of Five               | Radiológus                                      | 2 epizód                            |
| 1999       | A Kaméleon                           | The Pretender               | Aneszteziológus                                 | 1 epizód                            |
| 2000       | Ügyvédek                             | The Practice                | Dr. Michael Shields                             | 1 epizód                            |
| 2000       |                                      | FreakyLinks                 | Doktor                                          | 1 epizód                            |
| 2000       |                                      | Family Law                  | Dr. Singh                                       | 2 epizód                            |
| 2001       | Alias                                | Alias                       | Mokhtar                                         | 1 epizód                            |
| 2001       | New York rendőrei                    | NYPD Blue                   | Isa Al-Ramai                                    | 1 epizód                            |
| 2001, 2003 |                                      | The Agency                  | Jamar Akil / India titkosrendőrségének vezetője | 2 epizód                            |
| 2002       | Hetedik mennyország                  | 7th Heaven                  | Mr. Halawi                                      | 1 epizód                            |
| 2002       |                                      | MDs                         | Dr. Banfa                                       | 1 epizód                            |
| 2002       |                                      | A Town Without Pity         | Antoine Fahd                                    | tévéfilm                            |
| 2002–2003  | Az elnök emberei                     | The West Wing               | Manny                                           | 2 epizód                            |
| 2003       | JAG – Becsületbeli ügyek             | JAG                         | Amad Bin Atwa / Said Labdouni                   | 3 epizód                            |
| 2003       |                                      | Boston Public               | Mr. Mubarik                                     | 1 epizód                            |
| 2003–2005  | 24                                   | 24                          | Mecsetköszöntő / Tomas Sherek                   | 3 epizód                            |
| 2004       | Amynek ítélve                        | Judging Amy                 | Dr. Omidi                                       | 1 epizód                            |
| 2004       |                                      | The D.A.                    | Asaf Shah                                       | 1 epizód                            |
| 2005       | Irak                                 | Over There                  | Hamza                                           | 1 epizód                            |
| 2005       | Bosszúálló ragadozó                  | Manticore                   | Umari                                           | tévéfilm                            |
| 2006       | Bűbájos boszorkák                    | Charmed                     | Savard                                          | 1 epizód                            |
| 2006       | Monk – A flúgos nyomozó              | Monk                        | Múzeumi dolgozó                                 | 1 epizód                            |
| 2006       |                                      | Justice                     | Oscar Rivera                                    | 1 epizód                            |
| 2006       | A terroristacsoport                  | Sleeper Cell                | Aziz                                            | 1 epizód                            |
| 2007       | Döglött akták                        | Cold Case                   | Anil Patel                                      | 1 epizód                            |
| 2008       | Lost – Eltűntek                      | Lost                        | Anil Patel                                      | 1 epizód                            |
| 2008       | Chuck                                | Chuck                       | Farrokh Bulsara                                 | 1 epizód                            |
| 2009       | A Grace klinika                      | Grey's Anatomy              | Isaac                                           | 1 epizód                            |
| 2010       | NCIS: Los Angeles                    | NCIS: Los Angeles           | Hassad Al-Jahiri                                | 1 epizód                            |
| 2010       |                                      | Childrens Hospital          | Malik                                           | 1 epizód                            |
| 2010–2013  | 13-as raktár                         | Warehouse 13                | Adwin Kosan                                     | 11 epizód                           |
| 2011       | Zsaruvér                             | Blue Bloods                 | El Haq                                          | 1 epizód                            |
| 2011       | Célkeresztben                        | In Plain Sight              | Ali Tavali                                      | 1 epizód                            |
| 2011       | Odaát                                | Supernatural                | Osiris                                          | 1 epizód                            |
| 2012       | Minden lében négy kanál              | Burn Notice                 | Ahmad Damour                                    | 1 epizód                            |
| 2012–2013  | Dallas                               | Dallas                      | Frank Ashkani                                   | 8 epizód                            |
| 2013       | Doktor Addison                       | Private Practice            | Charles                                         | 1 epizód                            |
| 2014       | Sherlock és Watson                   | Elementary                  | Mattoo ügynök                                   | 1 epizód                            |
| 2014       | Krízis                               | Crisis                      | Tariq Rind                                      | 1 epizód                            |
| 2014–2015  | Gyilkos elmék                        | Criminal Minds              | Tivon Askari                                    | 2 epizód                            |
| 2015       | Feketelista                          | The Blacklist               | Ruslan Denisov                                  | 1 epizód                            |
| 2015       | Supergirl                            | Supergirl                   | A parancsnok                                    | 1 epizód magyar hangja Koncz István |
| 2015       | Hogyan ússzunk meg egy gyilkosságot? | How to Get Away with Murder | Terrence Amos                                   | 1 epizód                            |
| 2015       | Hűtlen vágyak                        | Satisfaction                | Omar Sandhal                                    | mellékszereplő                      |
| 2016       | Bűnök és előítéletek                 | American Crime              | Rhys Bashir                                     | 6 epizód                            |
| 2016       | Hawaii Five-0                        | Hawaii Five-0               | 'Lucky' Morad                                   | 1 epizód                            |
| 2016–2017  | Egyszer volt, hol nem volt           | Once Upon a Time            | Nemo kapitány                                   | 3 epizód                            |
| 2017       | A szökés                             | Prison Break                | Jamil                                           | mellékszereplő                      |
| 2017       | Botrány                              | Scandal                     | Rashad                                          | mellékszereplő                      |
| 2017       | Shameless – Szégyentelenek           | Shameless                   | Adeeb Singh                                     | 1 epizód                            |
| 2017–2018  | 12 majom                             | 12 Monkeys                  | Mallick                                         | 7 epizód                            |
| 2018       |                                      | The Magicians               | A sötét erdő nagy kakasa                        | 1 epizód                            |
| 2018       | Az elnök embere                      | Madam Secretary             | Tarindo Nandasiri                               | 1 epizód                            |
| 2019       | MacGyver                             | MacGyver                    | Kerítés                                         | 1 epizód                            |
| 2019       |                                      | FBI                         | Ravi Sharma                                     | 1 epizód                            |
| 2022       | Mira, a királynő nyomozója           | Mira, Royal Detective       | Sher (hang)                                     | 1 epizód                            |
| 2022       | A nagy öreg                          | The Old Man                 | Rahmani                                         | 3 epizód                            |